# Szudétavidék
Szudétavidék (csehül és szlovákul: Sudety; csehül pohraniční území; németül: Sudetenland, lengyelül: Kraj Sudetów) néven nevezték Csehország azon határvidékeit, ahol a német lakosság volt többségben.

## Nevének eredete
Nevének eredete nem egyértelmű. A leggyakoribb magyarázat szerint a szó kelta eredetű és jelentése vadkanok erdeje. Más érvelés alapján a szó az ógermán erdő szóból (Sudtha) ered. A szó már az ókorban megjelent, például Klaudiosz Ptolemaiosz térképén, azonban nem bizonyított hogy ugyanezen területet jelölte.

## Történelem

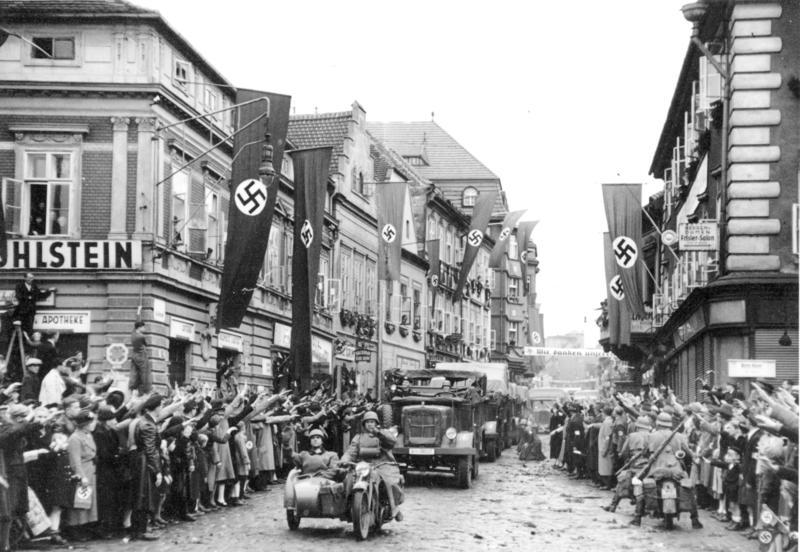
A német katonák bevonulása Žatecba

A történelem színpadán a 20. században nőtt meg a jelentősége, mivel az első világháború után nagyszámú német kisebbség (majdnem 3 millió) került Csehszlovákia határain belülre. A németek által lakott határvidéken a lakosság elsősorban passzív ellenállással vette tudomásul a csehszlovák csapatok bevonulását. Később a viszonylag demokratikus berendezkedésű országban Németország fokozatos katonai és gazdasági erősödése után a csehszlovákiai németség kisebbségi jogainak érvényesítése mellett, külső, németországi propaganda hatására is önrendelkezési jogokat kívánt, ill. az anyaországhoz való csatlakozásra törekedett.
A német birodalom törekvései közé tartozott Csehszlovákia szétverése, lehetőleg békés eszközökkel. Ennek a célnak vált kiszolgálójává az 1935-ben a német pártok egyesítésével létrejött Szudétanémet Párt Konrad Henlein vezetésével. A német követelések növekedése és a helyzet csehszlovák kormány általi rossz kezelése azt eredményezte, hogy több helyütt atrocitások történtek. A németek védelmére is hivatkozva egy négyhatalmi találkozót szerveztek Münchenben, hogy látszólag a közép-európai kisebbségek mostoha helyzetét rendezzék. 1938. szeptember 30-án sikerült diplomáciai eszközökkel, négyhatalmi megállapodással, Hitler, Mussolini, Daladier és Chamberlain által aláírt müncheni egyezménnyel elérni a Szudétavidék Németországhoz való csatolását. Hitler ezidáig mást nem tett, mint érvényesítette a nemzeti önrendelkezés Wilson amerikai elnök által meghirdetett elveit. Ennek következménye volt azonban a Németországgal szemben felépített és felszerelt bunkerövezet elvesztése, ami által Csehszlovákia védtelenül maradt egy nyugati német támadással szemben. Németország a Szudétavidék elfoglalása során 1938 novemberében néhány kompenzáció nélküli annexiót is végrehajtott (Krems, Domažlice külvárosai, Gewitsch ipari központja, gablonzi sáv Reichenbergtől délkeletre). 1939 márciusában Hitler magához hivatta a szlovákok vezetőit, akik feladatul kapták a maradék szlovákiai területek függetlenségének kikiáltását március 14-én. Egy nappal később Cseh- és Morvaország maradékát Németország annektálta.
A második világháború után "válaszul" a cseheket ért sérelmekre (például lidicei és ležákyi tömeggyilkosságok) a németeket számos helyen érte atrocitás (pl. brünni halálmenet, Ústí nad Labem-i mészárlás), a potsdami konferencia és a kassai kormányprogram pedig célul tűzte ki a németség kitelepítését Kelet-Európából. Ezek hatására legalább 2,5 millió német volt kénytelen elhagyni Csehszlovákia területét a második világháborút követően, ill. további 20-270 ezer közé teszik az ezekkel összefüggő áldozatok számát. Mivel a Beneš-dekrétumok az Európai Unióba való belépés ellenére máig érvényben maradtak Csehszlovákia utódállamainak jogrendjében, így az elmenekült, ill. elűzött németek vagy rokonaik nem számíthatnak semmiféle kompenzációra. Ezen tény máig hatással van az érintett országok közti kapcsolatokra.

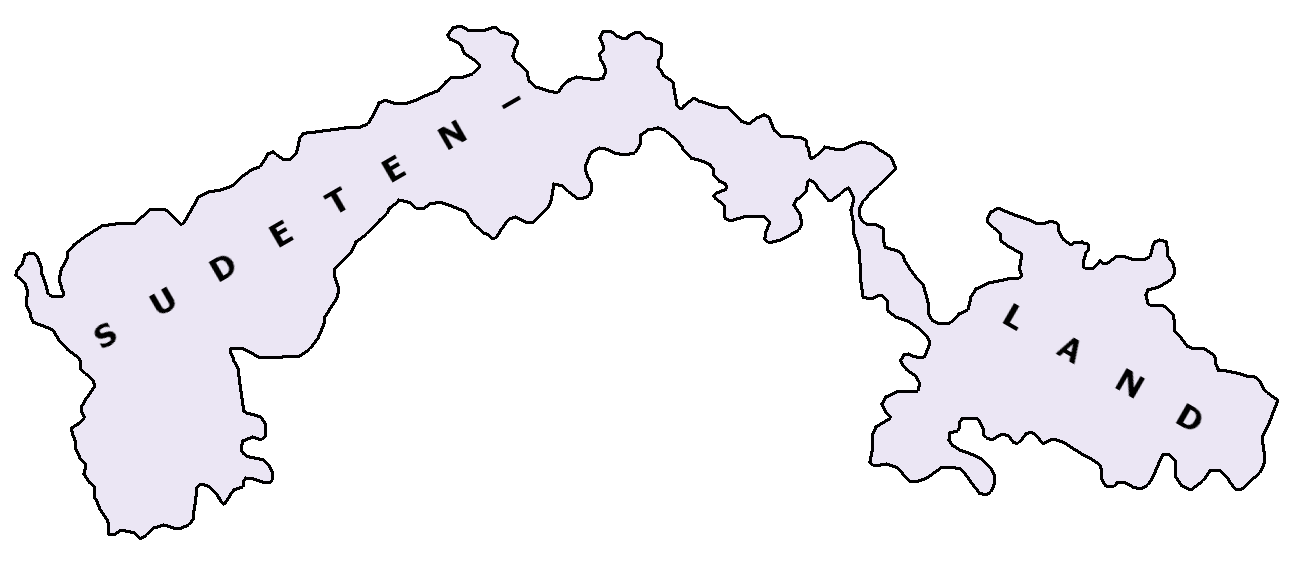
Szudétavidék Birodalmi Tartomány (Reichsgau Sudetenland) 1941-ben

Németországban a keleti területeket a második világháború miatt elhagyni kényszerülő német személyeket jogilag elismerték. Több emlékmű őrzi a különböző események negatív hatásait.

## Képtár

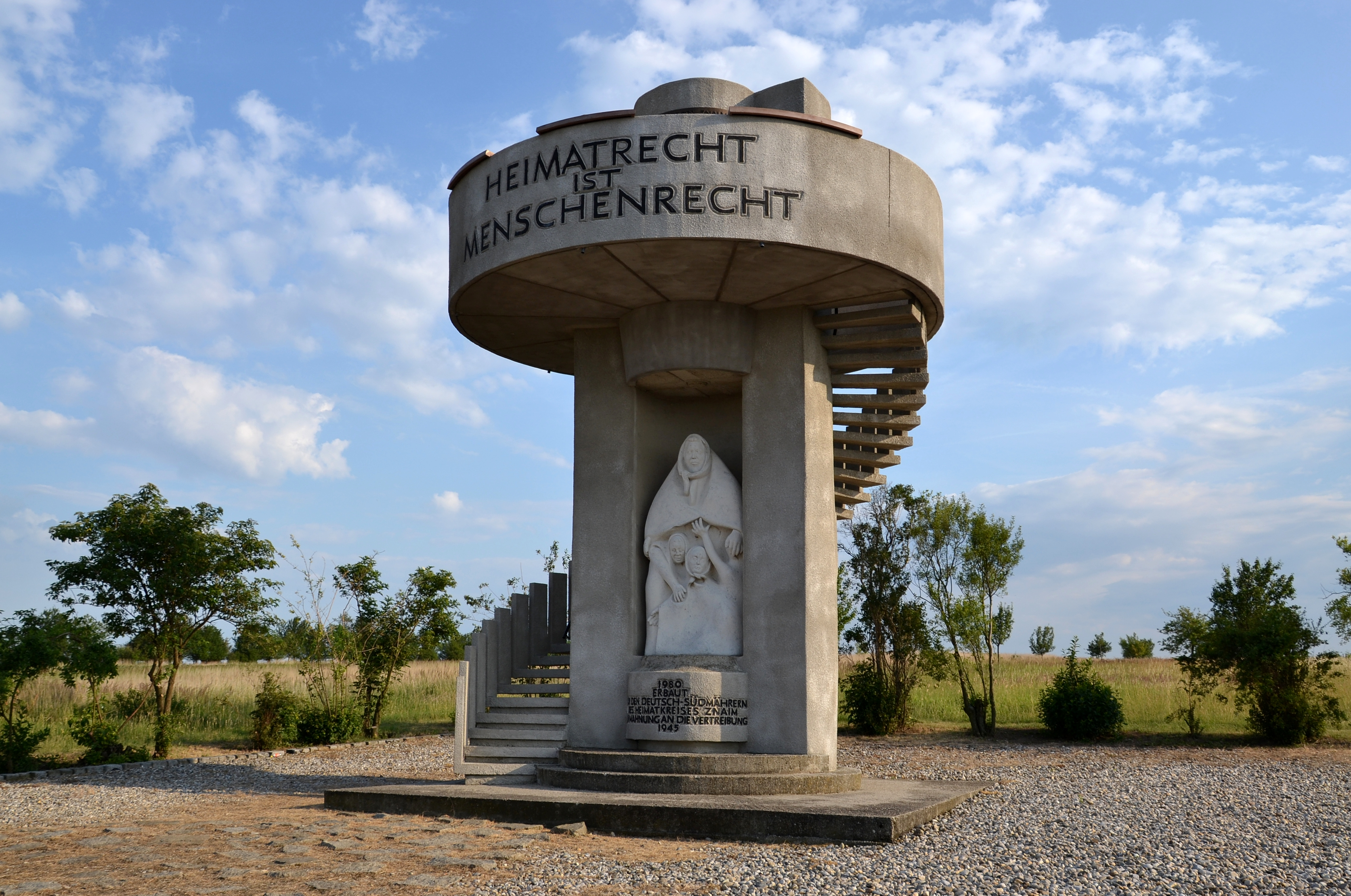
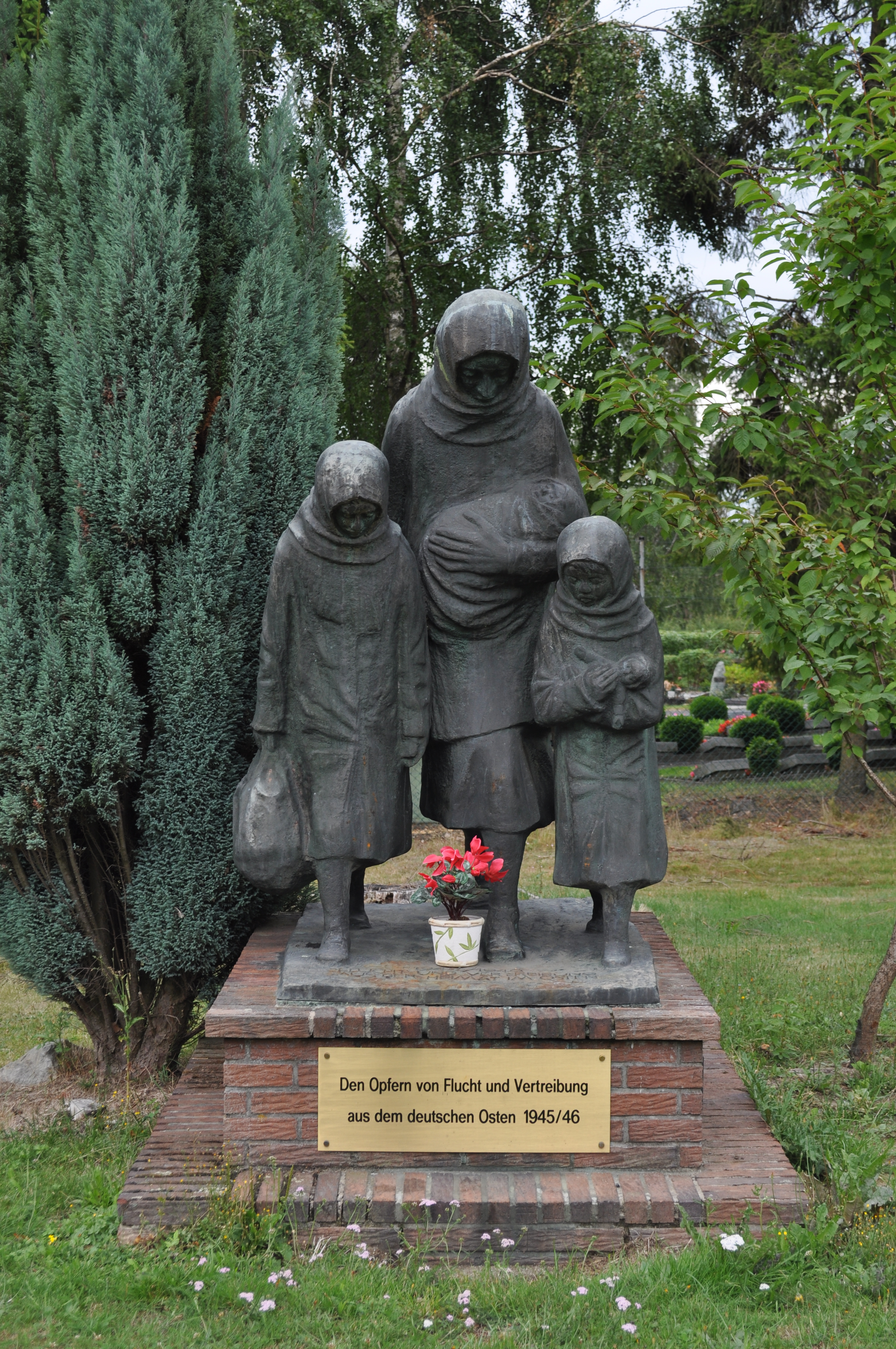
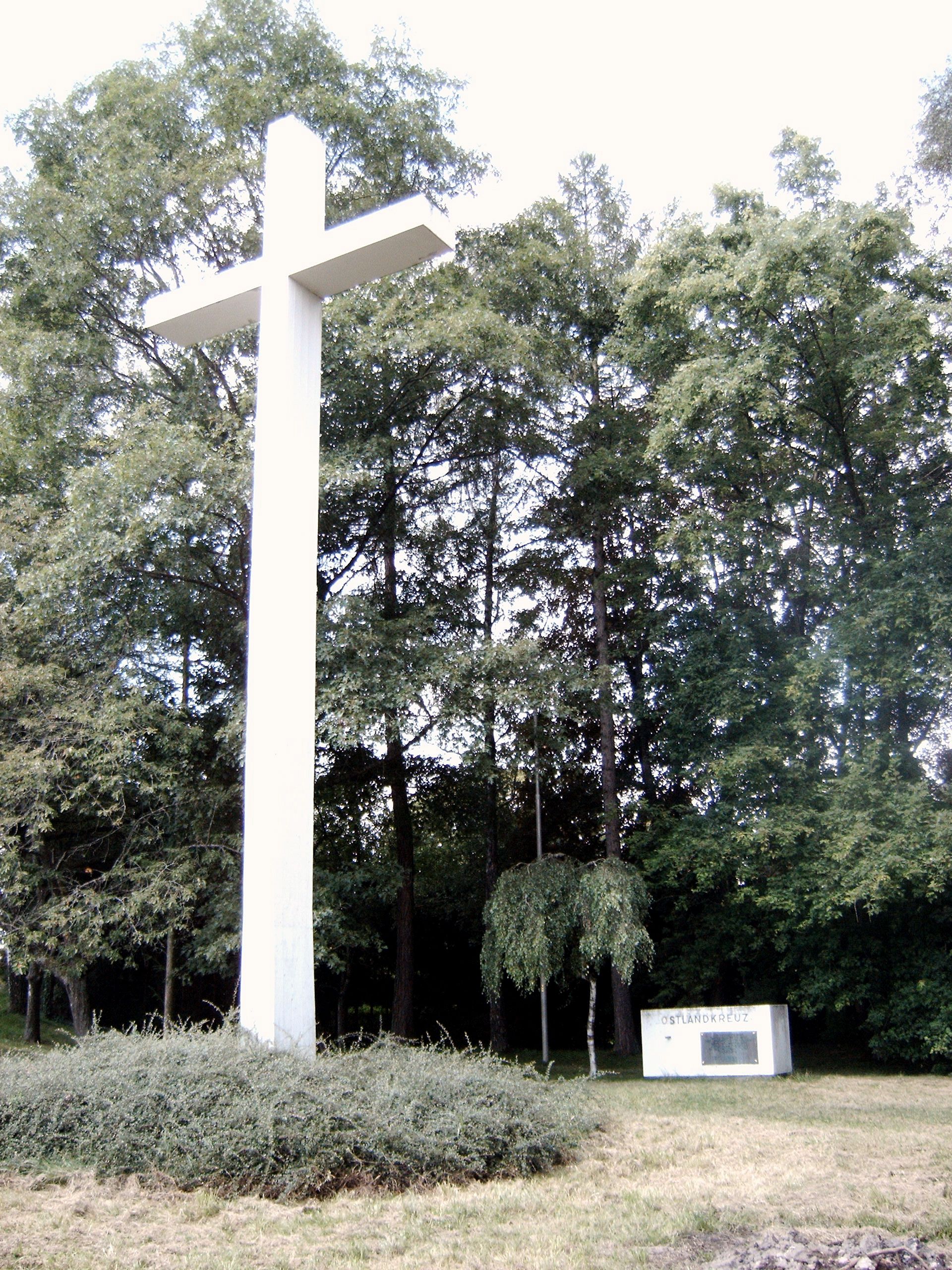
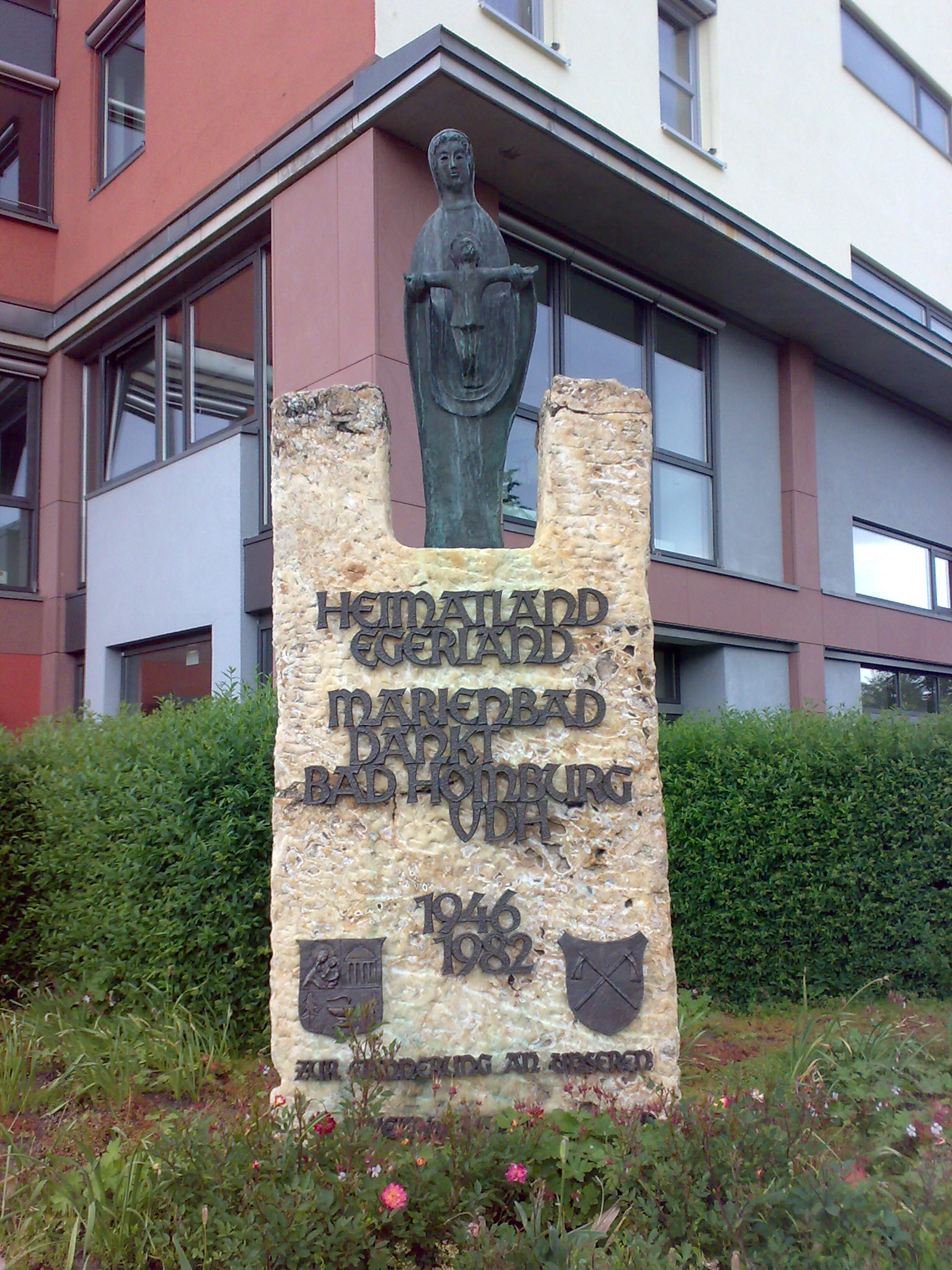